# Leskov Island (Südsandwichinseln)
Leskov Island ist eine kleine unbewohnte Vulkaninsel des im südlichen Atlantischen Ozean gelegenen Britischen Überseegebietes „Südgeorgien und die Südlichen Sandwichinseln“. Die Entdeckung und Namensgebung erfolgte 1819 durch den russischen Antarktisseefahrer Fabian Gottlieb von Bellingshausen. Dieser benannte die Insel nach Leutnant Arkadi Sergejewitsch Leskow (russisch Аркадий Сергеевич Лесков), dem 3. Offizier seines Expeditionsschiffs Wostok.

## Geographie
Leskov Island liegt rund 530 km südöstlich der Hauptinsel Südgeorgien und etwa 370 km nördlich des 60. Breitengrads südlicher Breite in der Inselgruppe der Südlichen Sandwichinseln und bildet zusammen mit ihren beiden ungefähr 50 km nordöstlich bzw. östlich gelegenen Nachbarinseln Zavodovski Island und Visokoi Island die Gruppe der Traversayinseln.
Die Insel mit einer Landfläche von weniger als 0,4 km² ist vulkanischen Ursprungs. Ein Ausbruch in historischer Zeit ist nicht überliefert; bei Untersuchungen 1964 wurden Fumarolen entlang des Gipfelgrats festgestellt. Das Alter der Insel ist nicht genau bekannt; die Altersbestimmung einer einzelnen Gesteinsprobe nach der Kalium-Argon-Methode ergab ein Alter von rund 0,7 Mio. Jahren. Leskov Island unterscheidet sich von den anderen Südsandwichinseln durch zwei Besonderheiten: Erstens liegt Leskov westlich außerhalb des Inselbogens, den die anderen Südsandwichinseln bilden, und zweitens ist das Gestein der Insel nicht überwiegend Basalt wie bei den anderen Inseln, sondern besteht fast vollständig aus Andesit.